# Dempsey Wilson
Dempsey Wilson és un pilot estatunidenc de curses automobilístiques nascut l'11 de març
del 1927 a Los Angeles, Califòrnia.
Wilson va córrer a la Champ Car a les temporades 1956, 1958-1965 i 1968-1969 incloent-hi la cursa de les 500 milles d'Indianapolis que va córrer els anys 1958, 1960, 1961 i 1963.
Va morir el 23 d'abril del 1973 a Los Angeles, Califòrnia.

## Resultats a la Indy 500
| Any    | Cotxe  | Sortida | Qualif. | Pos.   | Final  | Voltes | V. Líder | Retirat               |
| ------ | ------ | ------- | ------- | ------ | ------ | ------ | -------- | --------------------- |
| 1958   | 59     | 32      | 143.272 | 13     | 15     | 151    | 0        | Embragatge            |
| 1960   | 23     | 33      | 143.215 | 24     | 33     | 11     | 0        | Magneto               |
| 1961   | 35     | 31      | 144.202 | 31     | 16     | 145    | 0        | Bomba del combustible |
| 1963   | 29     | 30      | 147.832 | 33     | 11     | 200    | 0        | Acaba la cursa        |
| Totals | Totals | Totals  | Totals  | Totals | Totals | 507    | 0        |                       |

| Sortides     | 4 |
| Poles        | 0 |
| Voltes líder | 0 |
| Victòries    | 0 |
| Top 5        | 0 |
| Top 10       | 0 |
| Retirat      | 3 |

## A la F1
El Gran Premi d'Indianapolis 500 va formar part del calendari del campionat del món de la Fórmula 1 entre les temporades 1950 a la 1960.
Els pilots que competien a la Indy durant aquests anys també eren comptabilitzats pel campionat de la F1.
Dempsey Wilson va participar en 2 curses de F1, debutant al Gran Premi d'Indianapolis 500 del 1958 i participant també al Gran Premi d'Indianapolis 500 del 1960.

### Palmarès a la F1
- Participacions: 2
- Poles: 0
- Voltes Ràpides: 0
- Victòries: 0
- Punts vàlids per la F1: 0